# 980 Anacostia
980 Anacostia è un asteroide della fascia principale del diametro medio di circa 86,19 km. Scoperto nel 1921, presenta un'orbita caratterizzata da un semiasse maggiore pari a 2,7427757 UA e da un'eccentricità di 0,1998001, inclinata di 15,89677° rispetto all'eclittica.
Il suo nome fa riferimento ad uno storico quartiere di Washington e all'omonimo fiume vicino.